# Danny Barker

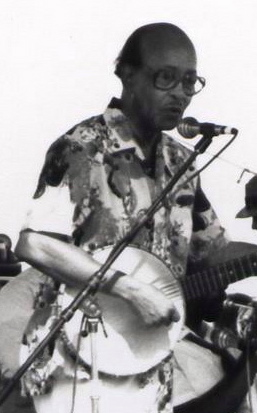
Daniel Barker (1991)

Daniel Moses Barker (* 13. Januar 1909 in New Orleans; † 13. März 1994 ebenda) war ein US-amerikanischer Banjo-Spieler, Sänger, Komponist, Gitarrist, Ukulele-Spieler  und Bandleader des traditionellen Jazz.

## Leben
Der Neffe des Schlagzeugers Paul Barbarin nahm zunächst Klarinetten-Unterricht bei Barney Bigard. Nachdem er schon als Banjo Spieler in der Band von Kid Rena eingesprungen war, nahm er Unterricht auf diesem Instrument bei Lorenzo Stall aus der Band von Buddy Bolden. 1930 zog er nach New York City, wo er zur Gitarre wechselte und 1938 in der Bigband von Benny Carter, Lucky Millinder und von 1939 bis 1949 in der von Cab Calloway spielte. Ab 1947 spielte er auf den Jazz on the River-Wochenendfahrten auf dem Hudson River und mit weiteren „Veteranen“ während des New Orleans-Revivals dieser Zeit. Er nahm u. a. mit Jelly Roll Morton, Baby Dodds, James P. Johnson, Sidney Bechet, Mezz Mezzrow und Red Allen auf, und 1945 in einer Session mit Sir Charles Thompson sogar mit Charlie Parker und Dexter Gordon. 1960 spielte er auf dem Newport Jazz Festival mit Eubie Blake. 1965 zog er wieder nach New Orleans, wo er seine Frau, die Sängerin Blue Lu Barker begleitete, Paraden anführte (als Grand Marshal der Congo Brass Band), führend im Mardi Gras mitwirkte (so 1994 als King of Krewe de Vieux) oder mit der von ihm geleiteten Fairview Baptist Church Christian Band spielte, in der auch der junge Wynton Marsalis und sein Bruder Branford Marsalis spielten und die nach den Worten des ehemaligen Bandmitglieds Joe Torregano„den Jazz für eine Generation in New Orleans rettete“. Außerdem hielt er Vorlesungen über traditionellen Jazz, kommentierte in Radio und TV und war Assistenzkurator des  New Orleans Jazz Museums. Er schrieb auch Erinnerungen und zwei Bücher zum frühen Jazz und New-Orleans-Jazz.
1991 erhielt er die NEA Jazz Masters Fellowship.
Er war mit der Blues-Sängerin Blue Lu Barker verheiratet.
Am 13. März 1994 starb Danny Barker im Alter von 85 Jahren in New Orleans an Krebs.

## Filmdokumentation
- Edward C. Kurtz junior: The Danny Barker Show